# Being Funny in a Foreign Language
Being Funny in a Foreign Language ist das fünfte Studioalbum der britischen Rockband The 1975. Es erschien am 14. Oktober 2022 unter dem Label Dirty Hit.

## Entstehung und Veröffentlichung
Nachdem die meisten der Konzerte ihrer letzten Tour im Jahr 2021 aufgrund der COVID-19-Pandemie abgesagt werden mussten, kündigte die Band im Januar 2021 an, bereits an neuer Musik und an einem Nachfolger ihres letzten Studioalbums Notes On a Conditional Form zu arbeiten.
Ungefähr ein Jahr danach veröffentlichte Healy am 4. Januar 2022 ein Video der Band aus dem Studio. Im Video sieht man ihn eine Akustik-Gitarre spielen, während um ihn herum Aufnahmetechnik aufgebaut ist.
Am 14. Februar 2022 löschte die Band alle ihre Social-Media-Accounts und entfernte zeitgleich alle Inhalte von ihrer Website, was auf neue Musik schließen ließ, da sie genau dasselbe taten, bevor die Band ihre letzten drei Alben Notes on a Conditional Form,  A Brief Inquiry into Online Relationships und I Like It When You Asleep, for You Are So Beautiful Yet So Unaware of It ankündigte.
Im Juni 2022 tauchten mehrere unterschiedliche Poster in London auf. Zuerst wurden nur Poster aufgehängt, auf denen Healy von hinten und aus der Ferne in schwarz-weiß zu sehen war, welche die Spekulationen zu neuer Musik der Band im Juli anheizte. Ende Juni entdeckten Fans dann auch welche, auf denen der Albumtitel und die Titelliste zu sehen war.
Am 7. Juli 2022 folgte schließlich die offizielle Ankündigung ihres neuen Albums. Die Band bestätigte den bereits angedeuteten Namen Being Funny in a Foreign Language und die Titelliste. Das Veröffentlichungsdatum setzten sie auf den 14. Oktober 2022. Zeitgleich wurde auch die erste Singleauskopplung Part of the Band samt Musikvideo veröffentlicht.
Bis zum Ende des Jahres 2022 wurde noch vier weitere Singles ausgekoppelt, Happiness am 3. August, I’m in Love with You am 1. September, Oh Caroline am 8. Dezember und schlussendlich noch About You am 23. Dezember 2022.
Am 3. August kündigten sie außerdem noch – zeitgleich mit der zweiten Single Happiness – eine Tour mit dem Namen At Their Very Best an. Ursprünglich ging sie vom 3. November bis zum 17. Dezember und umfasste 23 Konzerte in Nordamerika, unter anderem im Madison Square Garden in New York City oder auch im Kia Forum. Später wurden auch noch 14 Konzerte im Vereinigten Königreich und Irland hinzugefügt, die im Januar 2023 stattfinden sollten.

## Titelliste
| Nr.          | Titel                          | Länge |
| ------------ | ------------------------------ | ----- |
| 1.           | The 1975                       | 4:10  |
| 2.           | Happiness                      | 5:03  |
| 3.           | Looking for Somebody (to Love) | 2:58  |
| 4.           | Part of the Band               | 4:20  |
| 5.           | Oh Caroline                    | 3:32  |
| 6.           | I’m in Love With You           | 4:22  |
| 7.           | All I Need to Hear             | 3:30  |
| 8.           | Wintering                      | 2:45  |
| 9.           | Human Too                      | 3:44  |
| 10.          | About You                      | 5:26  |
| 11.          | When We Are Together           | 3:36  |
| Gesamtlänge: | Gesamtlänge:                   | 43:32 |

## Rezeption

### Rezensionen
Being Funny in a Foreign Language erhielt überwiegend positive Kritiken.
Die US-amerikanische Website Metacritic vergab auf Basis von 16 professionellen Rezensionen 82 von 100 zu vergebenden Punkten und verlieh dem Album damit das Prädikat universal acclaim (englisch für universelle Anerkennung).
Magnus Franz von laut.de lobte das Album und vergab volle fünf von fünf Sternen in seiner Rezension:

„Doch "Being Funny In A Foreign Language" ist nicht nur lyrisch wie musikalisch von authentischer Bodenständigkeit geprägt, es ist vielmehr sogar eine Ode an die Losgelöstheit, die ungeahnte Sphären eröffnen kann, sobald der Druck, etwas beweisen zu müssen, verfliegt. [...] "Being Funny In A Foreign Language" gelingt sogar der Spagat, die musikalische Identität aller vier bisherigen Alben zu vereinen.“

### Bestenlisten
| Publikation          | Liste                                  | Platz                       |
| -------------------- | -------------------------------------- | --------------------------- |
| Billboard            | The 50 Best Albums of 2022: Staff List | 16                          |
| Entertainment Weekly | The 10 best albums of 2022             | 10                          |
| Pitchfork            | The 38 Best Rock Albums of 2022        | Grünes Häkchensymbol für ja |
| Pitchfork            | The 50 Best Albums of 2022             | 33                          |
| New Musical Express  | The 50 best albums of 2022             | 10                          |
| Slant Magazine       | The 50 Best Albums of 2022             | 37                          |

## Kommerzieller Erfolg

### Chartplatzierungen
| ChartsChartplatzierungen       | Höchstplatzierung | Wochen |
| ------------------------------ | ----------------- | ------ |
| Deutschland (GfK)              | 53 (2 Wo.)        | 2      |
| Österreich (Ö3)                | 25 (2 Wo.)        | 2      |
| Schweiz (IFPI)                 | 16 (1 Wo.)        | 1      |
| Vereinigte Staaten (Billboard) | 7 (8 Wo.)         | 8      |
| Vereinigtes Königreich (OCC)   | 1 (25 Wo.)        | 25     |

| ChartsJahrescharts (2022)    | Platzierung |
| ---------------------------- | ----------- |
| Vereinigtes Königreich (OCC) | 77          |

### Auszeichnungen für Musikverkäufe
| Land/Region                  | Auszeichnungen für Musikverkäufe (Land/Region, Auszeichnung, Verkäufe) | Verkäufe |
| ---------------------------- | ---------------------------------------------------------------------- | -------- |
| Neuseeland (RMNZ)            | Gold                                                                   | 7.500    |
| Vereinigtes Königreich (BPI) | Gold                                                                   | 100.000  |
| Insgesamt                    | 2× Gold ·                                                              | 107.500  |